# Elátkozott szerelem
Az Elátkozott szerelem (Lost and Delirious) egy kanadai film, melyet Léa Pool rendezett. A film Susan Swan The Wives Of Bath című regénye alapján készült.

## Cselekmény
|  | Alább a cselekmény részletei következnek! |

Mary (Mischa Barton) új diákként érkezik a lánykollégiumba. Szobatársai az úrilány, Tori (Jessica Paré) és a szenvedélyes álmodozó, Paulie (Piper Perabo) lesznek. Mary hamarosan rájön, hogy szobatársai nemcsak barátnők, de szeretők is, ez a tény azonban, maga se tudja megmagyarázni miért, de egyáltalán nem zavarja.
Tori és Paulie kapcsolatának azonban idővel híre megy a kollégiumban, és pletykák kezdenek keringeni. Tori nem meri magára vállalni ennek a kapcsolatnak a terhét és inkább szakít Paulie-val, aki ebbe nem akar beletörődni és veszélyes harcba kezd, hogy visszaszerezze szerelmét.

## Díjak és jelölések
| Év   | Díj vagy jelölés |
| ---- | --- |
| 2001 | a Stockholmi Filmfesztiválon Léa Pool elnyerte a Közönségdíjat a Valladolidi Nemzetközi Filmfesztiválon Léa Poolt Golden Spike-ra jelölték a Mar del Plata Filmfesztiválon Pierre Gill elnyerte a ADF Cinematography díjat |
| 2002 | a Verona Love Screens Film Festival-on Léa Poolt a Legjobb Filmre jelölték a Genie Awards-on Mimi Kuzykot jelölték a Legjobb Mellékszereplő díjára, Judith Thompsont a Legjobb Forgatókönyv díjára, Pierre Gill elnyerte a Best Achievement in Cinematography díjat a Directors Guild of Canada díjátadón Léa Poolt jelölték a DGC Team Award-ra a Canadian Society of Cinematographers Awards-on Pierre Gill elnyerte a CSC Award-ot |